# 林默娘公園
林默娘公園，全名林默娘紀念公園。是位於臺灣臺南市安平區安億路的一座公園，現屬於安平港國家歷史風景區的一部分。佔地2公頃，由蔡宜璋建築師事務所規劃設計，再交由臺南市政府闢建。園區內最為顯目的林默娘（媽祖）雕像，為奇美實業創辦人許文龍捐贈，2001年2月2日舉行安置動土典禮，9月7日舉行捐贈典禮。2004年4月23日上午11時正式開放。
林默娘公園有著環境舒適、景色優美等優越條件，不論平日或假日都能吸引人潮，天空高掛著風箏、地上吹著泡泡更是常見的情景。現今已成為臺南市民休閒、散步時常去的景點之一。

## 林默娘雕像
林默娘雕像高16公尺，基座高4公尺。從設計至豎立，前後歷經10年之久。為中國廈門大學藝術研究所李維祀教授創作、廈門惠安民間雕刻師王文生雕刻。並委託福建惠安精美石雕場組裝，臺南市公共藝術委員會審議通過，由財團法人臺南市奇美文教基金會捐資2000餘萬元完成。林默娘雕像所選用的石材為「白峰石」（花崗岩的一種），是可長期耐海風的石材。
林默娘雕像有別於一般寺廟中的媽祖神像，是以林默娘二十八歲去世前的少女形象為取樣，代表了少女孝順美德的良好模範。而入口處的林默娘胸像，則是市政府後來增設的。除了雕像外，園中並設有一塊寫著「孝女成道」的石碑。

## 交通方式

### 開車
- 北上：國道一號台南交流道下，往西沿東門路－府前路到終點左轉建平路，到永華路二段路口右轉安億路即可看見。
- 南下：國道一號大灣交流道下，往西小東路到底，左轉北門路，經過火車站前圓環，繼續行駛至東門圓環，改行駛府前路，終點左轉建平路，到永華路二段路口右轉安億路即可看見。

### 鐵路
- 台鐵：台鐵台南站前站下車後，於台南火車站北站搭乘19路公車，林默娘公園站下車即可到達。或可於T-Bike臺南火車站前站租借自行車，騎到林默娘公園站還車。
- 高鐵：高鐵台南站下車後，轉乘台鐵沙崙線於台鐵台南前站下車，以上述方法即可到達。

### 大台南公車
| 編號 | 經營業者 | 路線                                   | 停靠站       |
| ---- | -------- | -------------------------------------- | ------------ |
| 19   | 府城客運 | 台南海事／安平原住民文化會館－大灣高中 | 林默娘公園站 |

### 公共自行車YouBike2.0
- 林默娘公園站 20柱 （入口停車場旁人行道 2023/3/17啟用）

## 延伸閱讀
- 《e代府城》第7期（PDF檔），2004年7月，頁70-71。

## 外部連結
- 安平區公所-林默娘公園（繁體中文）
- 臺南市政府工務局-林默娘公園[永久]（繁體中文）
- 臺南市府城生活網720VR-林默娘公園 （页面存档备份，存于）（繁體中文）

22°59′36″N 120°09′25″E / 22.99341°N 120.156945°E